# Radziechowy-Wieprz
Radziechowy-Wieprz è un comune rurale polacco del distretto di Żywiec, nel voivodato della Slesia.
Ricopre una superficie di 65,94 km² e nel 2004 contava 12 385 abitanti.
Le frazioni di Radziechowy-Wieprz sono:
- Radziechowy,
- Wieprz,
- Juszczyna,
- Bystra,
- Brzuśnik,
- Przybędza.